# 六日市交通
六日市交通有限会社（むいかいちこうつう）は、島根県鹿足郡吉賀町に本社を置くバス・タクシー事業者である。国鉄バス岩益線の廃止代替路線を運行している。

## 沿革
- 1985年10月1日 - 国鉄バス蔵木線と蓼野線の廃止代替バスを運行開始。[1]
- 1998年4月1日 - JRバス中国岩益線普通便の廃止代替として、六日市〜日原間路線バスを運行開始。[1]

## 路線
旧・国鉄バス岩益線の一部区間の代替バスである。日曜・祝祭日及び年末年始は全便運休。
日原線
- ゆらら - 六日市駅 - 立戸 - 下七日市 - 柿木 - 共存病院前 - 日原駅

六七線
- 六日市駅 - 立戸 - 朝倉 - 下七日市

蔵木線
- 六日市駅 - ゆらら - 蔵木 - 誓立寺（ - 田野原） - 星坂口（ - 星坂） - 新田 - 深谷大橋
  - 一部便はデマンド運行（出発60分前までに予約要）。

蓼野線
- ゆらら - 六日市駅 - 立戸 - 朝倉（ - 下七日市 - 朝倉） - 蓼野 - 捨河内 - 蓼野 - 国重橋
  - 一部便はデマンド運行（出発60分前までに予約要）。

高尻線
- ゆらら - 六日市駅 - 立戸 - 下七日市 - 真田・抜月方面（デマンド） - 尻高尻 - 上高尻 - 新田
  - 一部便はデマンド運行（出発60分前までに予約要）。

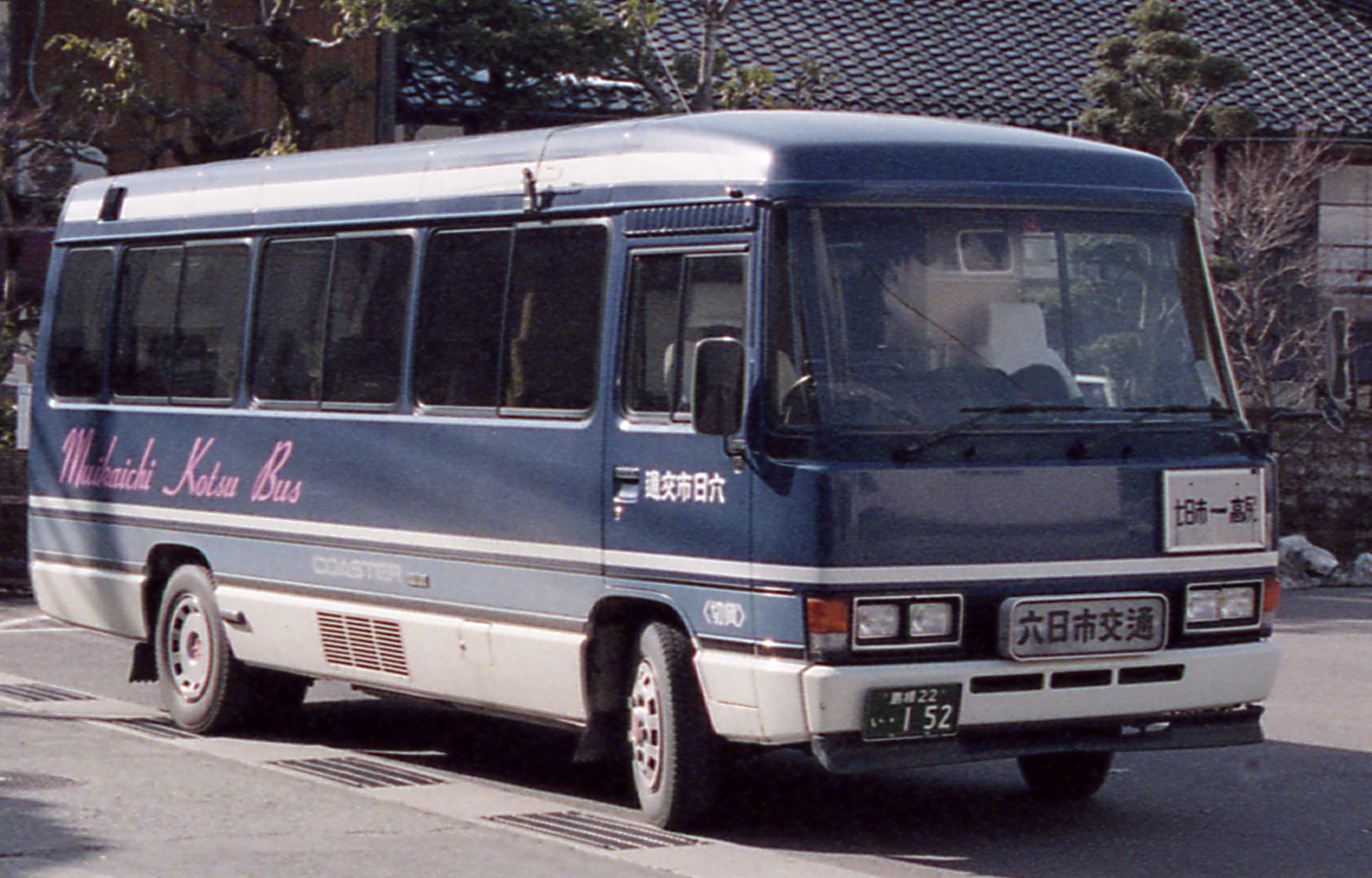
路線バス（高尻線）の車両（1996年当時）
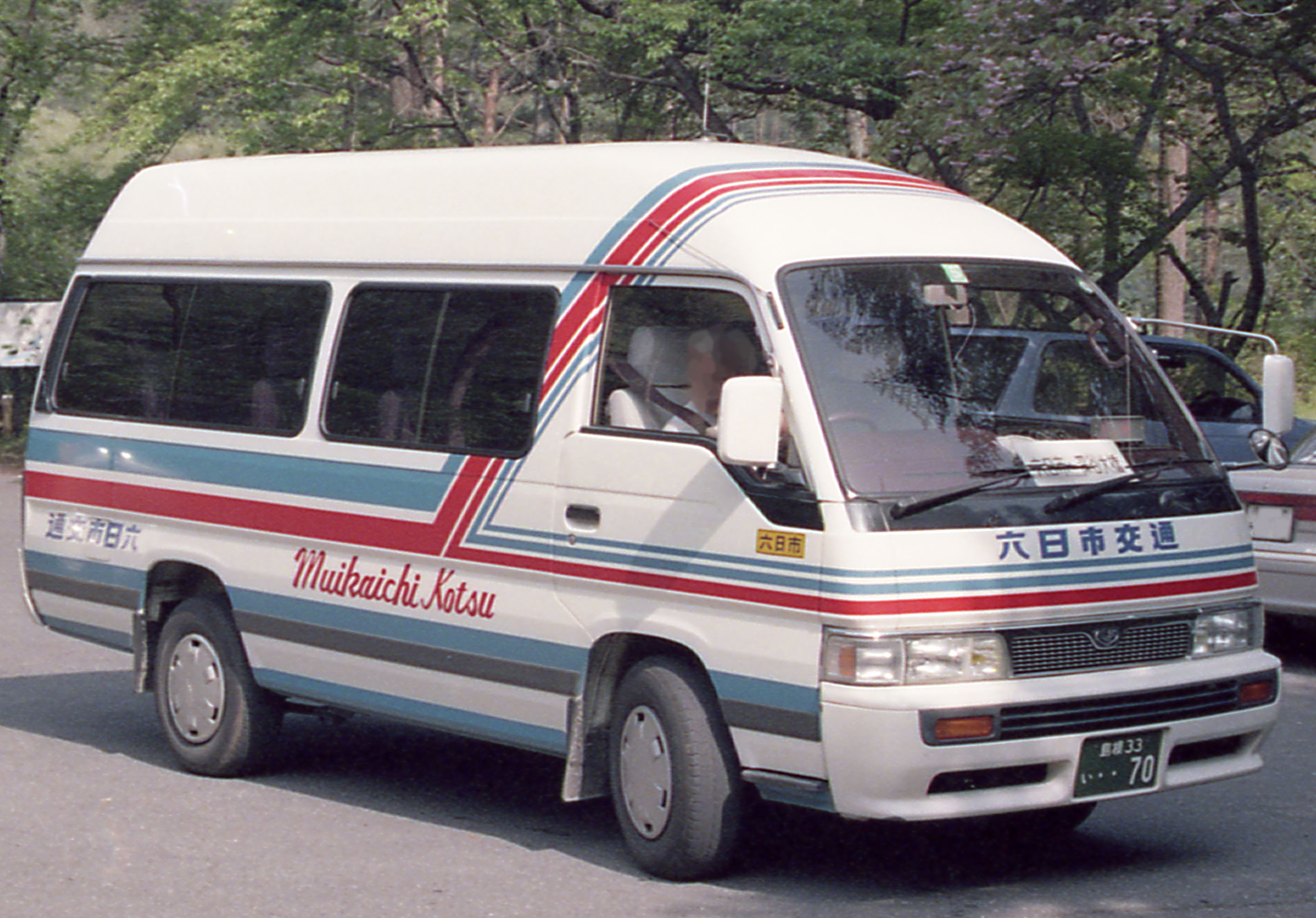
路線バス（蔵木線）の車両（1997年当時）